# José María Pemán

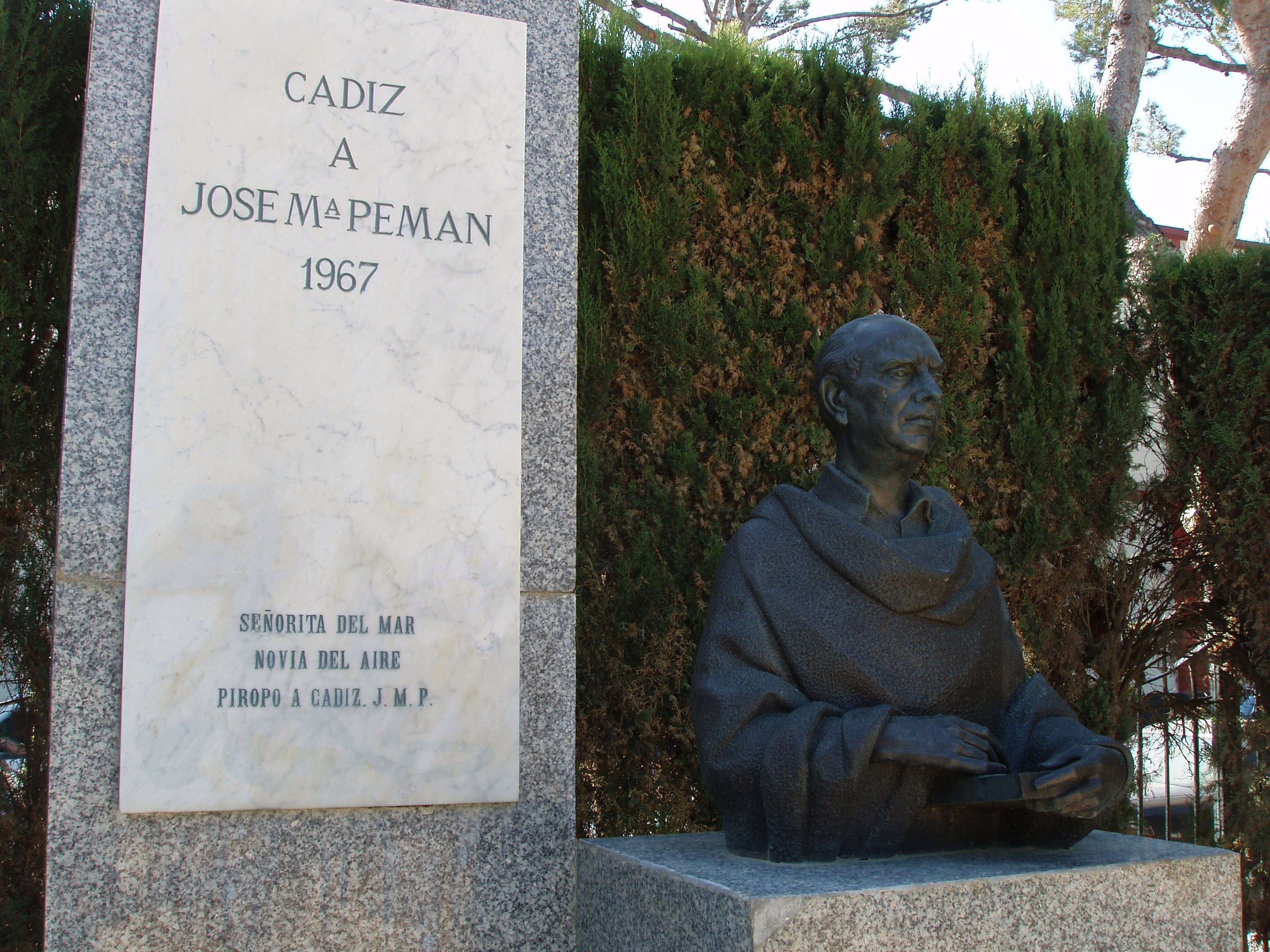
José María Pemán

José María Pemán y Pemartín (* 8. Mai 1898 in Cádiz; † 19. Juli 1981 ebenda) war ein spanischer Schriftsteller und Jurist. Er gehörte der faschistischen Bewegung Falange Española an.
1927 schrieb er im Auftrag Miguel Primo de Riveras einen Text für die spanische Nationalhymne, die in abgeänderter Form auch unter Franco verwendet wurde. In Zeitungsartikeln wandte er sich gegen die Zweite Spanische Republik. Nach dem spanischen Bürgerkrieg, im Franquismus, war er 1938 bis 1946 Vorsitzender der Real Academia Española. Er verfasste Prosa, Lyrik und Versdramen, in denen er sich nationalen und religiösen Traditionen verpflichtet fühlte, bearbeitete antike Dramen und schrieb Drehbücher und Essays.

## Werke in deutscher Übersetzung
- Flammendes Spanien. Der Freiheitskampf des spanischen Volkes in Kreuzzugsreden und Kriegsberichten. Otto Müller Verlag, Salzburg und Leipzig 1938.